# Shelly Manne

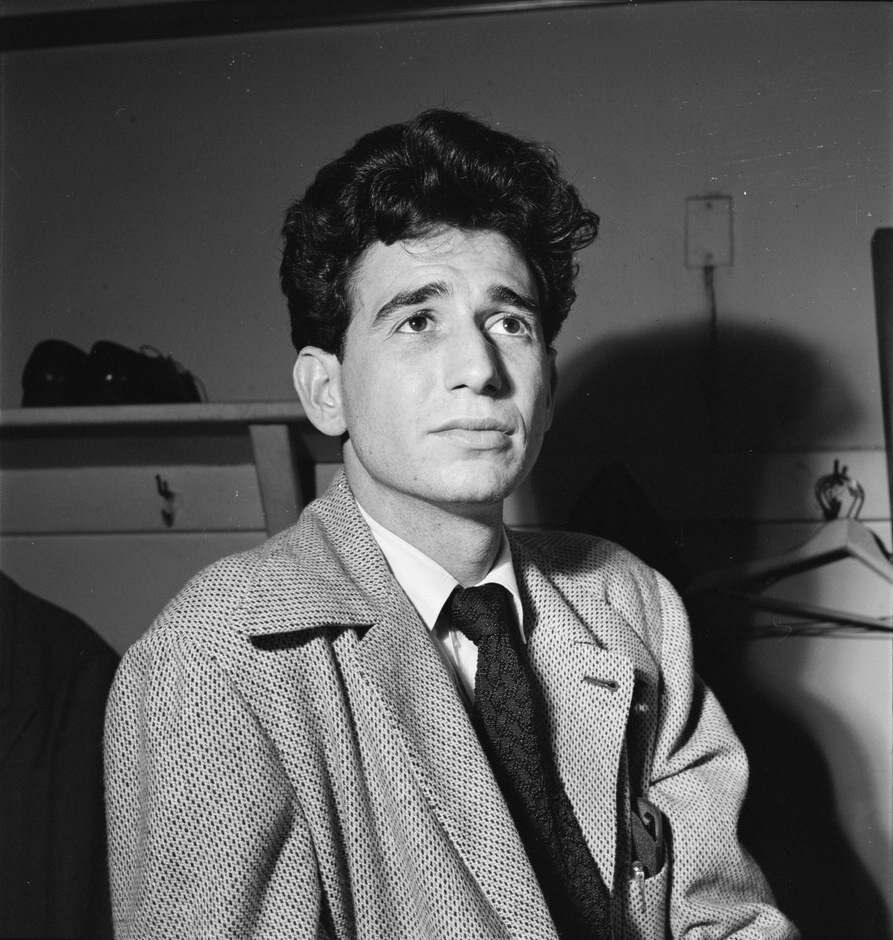
Shelly Manne, ca. Dezember 1946.
Fotografie von William P. Gottlieb.

Sheldon „Shelly“ Manne (* 11. Juni 1920 in New York City, New York; † 26. September 1984 in Los Angeles) war ein US-amerikanischer Schlagzeuger, Bandleader und Komponist des Swing und des West Coast Jazz.

## Leben
Vater und Onkel von Manne waren Schlagzeuger; in seiner Jugend bewunderte er die großen Swingdrummer der Zeit, Jo Jones und besonders Dave Tough, der sein Vorbild und Mentor wurde. Er spielte bereits als Jugendlicher in den Clubs auf der 52. Straße in Manhattan. Weitere Vorbilder waren „Big Sid“ Catlett und Kenny Clarke. Er nahm bereits früh mit Stars wie Coleman Hawkins, Charlie Shavers und Don Byas auf, aber auch mit Musikern des Duke Ellington Orchestra, wie Johnny Hodges, Harry Carney, Lawrence Brown und Rex Stewart.
Manne arbeitete bereits früh auch mit Bebop-Musikern wie Dizzy Gillespie, Charlie Parker und Flip Phillips, aber auch mit Charlie Ventura, Lennie Tristano und Lee Konitz zusammen.
Manne wurde dann als Mitglied der Bigbands von Woody Herman und Stan Kenton in den späten 1940ern und frühen 1950er Jahren bekannt, gewann Preise und war anschließend an der Entwicklung des West Coast Jazz beteiligt. Dabei spielte er mit Shorty Rogers (Cool and Crazy, 1953), Hampton Hawes, Red Mitchell, Art Pepper, Russ Freeman, Frank Rosolino, Chet Baker, Leroy Vinnegar, Pete Jolly, Howard McGhee, Bob Gordon, André Previn, Conte Candoli, Howard Rumsey,  Sonny Criss und The L. A. 4. Zu seiner eigenen Gruppe Shelly Manne & His Men, die er 1955 gründete, gehörten beispielsweise die Bläser Joe Gordon, Richie Kamuca, Bassist Monty Budwig und Pianist Victor Feldman. Später hatte er einen eigenen Jazzclub in Los Angeles (The Manne Hole) und war auch an Aufnahmen mit Ornette Coleman, Tom Waits sowie Third-Stream-Experimenten beteiligt. Weiterhin arbeitete er häufig als Schlagzeuger für die Studios, schrieb aber auch selbst Filmmusik, beispielsweise für die Fernsehserie Daktari.
Er verstarb einige Wochen nach einem scheinbar harmlosen Reitunfall an einer Fettembolie.

## Diskografie (Auswahl)

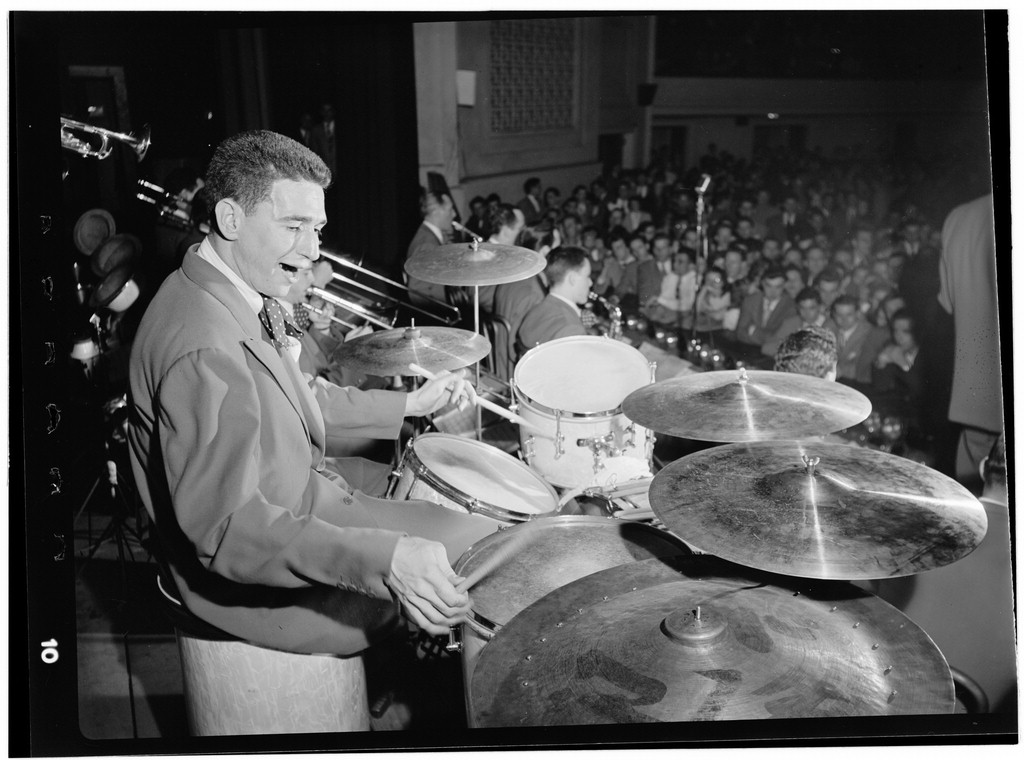
Shelly Manne mit Boyd Raeburn Big Band, 1946.
Fotografie von William P. Gottlieb.

- Shelly Manne, Jimmy Giuffre, Shorty Rogers, Bill Russo, Deep People (1951–1952, Savoy)
- Shelly Manne & His Men, The West Coast Sound (1953–1955, Contemporary Records)
- Shelly Manne & His Men, Swinging Sounds (1956, Contemporary)
- Shelly Manne & His Men, More Swinging Sounds (1956, Contemporary) mit Stu Williamson, Charlie Mariano, Russ Freeman, Leroy Vinnegar
- Shelly Manne, My Fair Lady (1956 Contemporary) mit André Previn, Leroy Vinnegar
- Shelly Manne & His Men, Concerto for Clarinet & Combo (Contemporary, 1957) mit Bill Smith
- Shelly Manne, Li'l Abner (1957 Contemporary) mit André Previn, Leroy Vinnegar
- Shelly Manne & Friends, Bells are Ringing (1958, Contemporary)
- Shelly Manne & His Men, The Gambit (1958, Contemporary)
- Shelly Manne & His Men at The Black Hawk (5 CDs, 1959, Contemporary)
- Shelly Manne & His Men, Shelly Manne & His Men Play Peter Gunn (1959, Contemporary) mit Conte Candoli, Herb Geller, Russ Freeman, Victor Feldman
- Shelly Manne & his Man Play more Music from Peter Gunn (1959, Contemporary) mit Joe Gordon, Richie Kamuca, Russ Freeman, Victor Feldman, Monty Budwig
- Shelly Manne & His Men, At The Manne Hole (2 CDs, 1961, Contemporary)
- Shelly Manne, Steps to the Desert (1962, Contemporary)
- Shelly Manne Empathy (1962, Verve) mit Bill Evans, Monty Budwig
- Shelly Manne,  2-3-4 (1962, Impulse!) mit Coleman Hawkins, Hank Jones, Eddie Costa, George Duvivier
- Shelly Manne & His Men, Boss Sounds! (1966, Atlantic)
- Shelly Manne, Daktari (1967, Contemporary)
- Shelly Manne, Perk Up (1967; veröffentlicht 1977, Concord)
- Shelly Manne, Double Piano Jazz Concert at Carmelo's (2 CDs, 1980, Trend)
- Shelly Manne – Monty Alexander – Ray Brown Fingering – (Atlas LP – 1981)